# Meiwo
Meiwo (kinesiska: 美沃乡, 美沃) är en socken i Kina. Den ligger i provinsen Sichuan, i den sydvästra delen av landet, omkring 160 kilometer väster om provinshuvudstaden Chengdu. Antalet invånare är 3 868. Befolkningen består av 1 817 kvinnor och 2 051 män. Barn under 15 år utgör 19,0 %, vuxna 15-64 år 73 %, och äldre över 65 år 7,0 %.
Genomsnittlig årsnederbörd är 1 253 millimeter. Den regnigaste månaden är juni, med i genomsnitt 227 mm nederbörd, och den torraste är januari, med 13 mm nederbörd.